# Наконечний Роман Михайлович
Наконечний Роман Михайлович (9 вересня 1949, Дарахів) — трубач, педагог, заслужений артист України

## З життєпису
Народився 9 вересня 1949 р. в селі Дарахів, Теребовлянського району Тернопільської області.
Першими його вчителями гри на трубі були батько Михайло Омелянович та керівник сільського духового оркестру — Б. М. Кравчук. З 1966 по 1972 р. навчався у Тернопільському музичному училищі (клас Мирона Старовецького), з 1972 по 1977 р. — у Львівській державній консерваторії ім. М. В. Лисенка в класі Владислава Швеця.
Професійну музичну діяльність він почав ще будучи студентом музичного училища, працюючи артистом оркестру Тернопільського музично-драматичного театру ім. Т. Г. Шевченка. З 1974 р. — соліст оркестру, концертмейстер групи труб Львівського академічного театру опери і балету ім. С. А. Крушельницької (з 1989 р. — заслужений артист України).
Працюючи у Львівському театрі опери і балету, Р. Наконечний майстерно виконував складні партії першої труби великого оперно-балетного репертуару прославленого театру, неодноразово виїжджав на гастролі як по Україні, так і за її межами, часто бував з творчими звітами театру в Києві. Крім виконавської діяльності, Р. Наконечний з 1990 р. працює викладачем класу труби у Львівській державній музичній академії ім. М. Лисенка (з 2002 р. — доцент).
З 2000 р. успішно веде клас труби Львівському музичному училищі ім. С. П. Людкевича та Львівській середній спеціальній школі інтернат імені С.Крушельницької.
Серед його учнів — лауреати та дипломанти всеукраїнських та міжнародних конкурсів.
Неодноразово був членом журі конкурсів різних рівнів, має ряд методичних робот. Він першим в Україні видав дві збірки оркестрових виписок партій труб оперних та балетних творів українських композиторів, до яких увійшли сольні та оркестрові фрагменти партій труб з оперних та балетних вистав «Тарас Бульба» М. Лисенка, «Запорожець за Дунаєм» С. Гулака-Артемовського, «Золотий обруч» Б. Лятошинського, «Лісова пісня» М. Скорульського, «Мойсей» М. Скорика та ін.
У методичній розробці «Дихання — Постановка — Опора при грі на трубі» (2002) автор висловлює свої погляди на широкий спектр методичних питань, як то: техніка дихання, активізація роботи діафрагми, досягнення енергійного видиху, зв'язок роботи амбушура з диханням.